# Steleopteron deichmuelleri
Steleopteron deichmuelleri (лат.) — вид вымерших равнокрылых стрекоз из семейства Steleopteridae, живших на территории современной Германии во времена позднеюрской эпохи (150,8—145 млн лет назад).

## История изучения
Голотип 1903.V3 1985/4, представляющий из себя диссоциированный экзоскелет, был обнаружен в нижнетитонских отложениях Зольнхофена, Бавария, Германия. Австрийский палеоэнтомолог Антон Хандлирш описал вид этот вид в 1906 году.

## Описание
Тело голотипа достигает 60 мм в длину и 3 мм в ширину, крылья — 39 мм в длину и 6 мм в ширину. Были быстрыми насекомоядными хищниками.

## Систематика
Относится к вымершему семейству Steleopteridae. Принадлежит роду Steleopteron и является его типовым видом. Сестринский таксон — Steleopteron cretacicus.